# Xysticus sibiricus
Xysticus sibiricus là một loài nhện trong họ Thomisidae.
Loài này thuộc chi Xysticus. Xysticus sibiricus được Wladislaus Kulczynski miêu tả năm 1908.